# Opération Caban
Pour les articles homonymes, voir Caban (homonymie).
L'opération Caban est une intervention militaire organisée par le gouvernement français en septembre 1979 pour renverser l'empereur centrafricain Bokassa Ier.

## Historique
L'opération militaire débute le 20 septembre 1979. Un commando infiltré du service Action du SDECE accueille à l'aéroport de Bangui M'poko le C-160 Transall du 1er régiment de parachutistes d'infanterie de marine (1er RPIMa) commandé par le colonel Briançon-Rouge. 
Aux alentours de minuit et demi, l'ancien président David Dacko, renversé par Bokassa en 1966, annonce officiellement la chute de l'Empire centrafricain et proclame le rétablissement de la République centrafricaine. Il est immédiatement soutenu par une deuxième phase, menée par des troupes régulières de l'armée française, appelée opération Barracuda et dirigée par le colonel Bernard Degenne basé à N'Djaména, la capitale du Tchad, qui envoie ses « Barracudas », nom de code pour quatre hélicoptères Puma et quatre avions de transport Transall. Les hommes du 1er RPIMa sont évacués quatre heures seulement après leur arrivée, marquant la fin de l'opération Caban.